# Конголезский батис

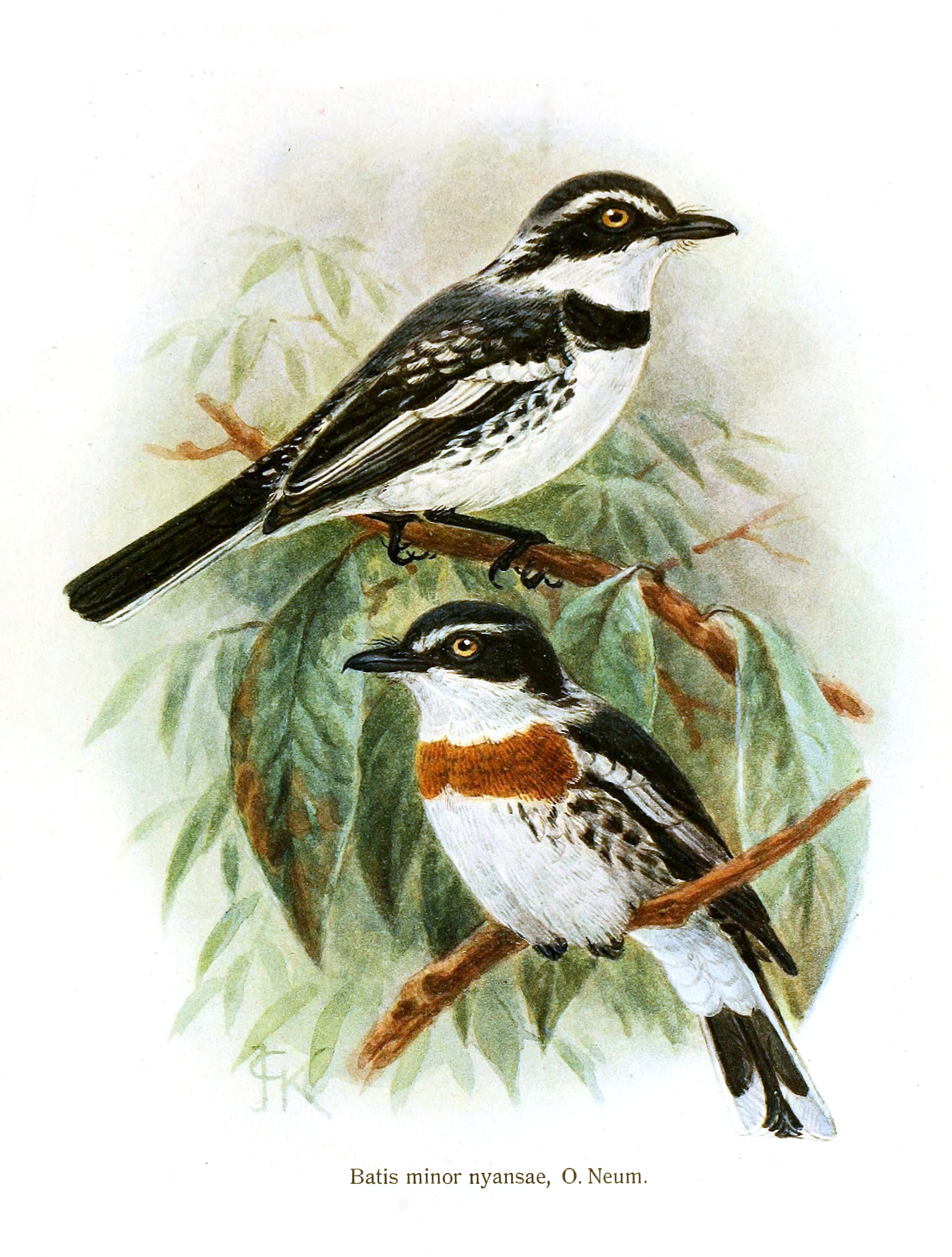
Самец вверху, самка внизу

Конголезский батис (лат. Batis minor) — вид воробьиных птиц из семейства сережкоглазок. Выделяют два подвида.

## Таксономия
Немецкий орнитолог Карло Эрлангер описал данный таксон как подвид Batis orientalis и назвал Batis orientalis minor.. Существует также мнение о конспецифичности с Batis erlangeri, однако эти виды существенно отличаются по размеру, тону окраса оперения и вокально.

## Распространение
Обитают в восточной части Африки на территории Сомали, Кении, Танзании.

## Описание
Длина тела 10 см. Вес 9,3—13,8 г. Окрашены контрастно в чёрный, серый, белый и рыжий (нагрудник у самок, другим отличием которых от самцов является наличие оливково-коричневого оттенка на спинке) цвета.

## Биология
Питаются насекомыми.